# Pôle métropolitain du Grand Amiénois
 (novembre 2019).
Si vous disposez d'ouvrages ou d'articles de référence ou si vous connaissez des sites web de qualité traitant du thème abordé ici, merci de compléter l'article en donnant les références utiles à sa vérifiabilité et en les liant à la section « Notes et références ».
Le syndicat mixte du Pôle métropolitain du Grand Amiénois est une structure intercommunale située dans le département de la Somme et la région Hauts-de-France, créé sous cette forme le 3 août 2018 par évolution du Syndicat Mixte du Pays du Grand Amiénois, créé en 2008.
Le Pôle métropolitain est administré par un Comité syndical (52 élus) et par un bureau (11 élus). 

## Composition
| Département | Intercommunalité               | Nombre de communes | Population (dernière pop. légale) | Superficie (km2) | Densité (hab./km2) |
| ----------- | ------------------------------ | ------------------ | --------------------------------- | ---------------- | ------------------ |
| Somme       | CA Amiens Métropole            | 39                 | 181 658                           | 348,70           | 521                |
| Somme       | CC Avre Luce Noye              | 47                 | 21 689                            | 385,20           | 56                 |
| Somme       | CC du Grand Roye               | 62                 | 25 231                            | 396,70           | 64                 |
| Somme       | CC du Pays du Coquelicot       | 65                 | 28 141                            | 464,0            | 61                 |
| Somme       | CC du Territoire Nord Picardie | 65                 | 30 892                            | 537,70           | 58                 |
| Somme       | CC du Val de Somme             | 33                 | 26 624                            | 246,40           | 108                |
| Somme       | CC Nièvre et Somme             | 36                 | 27 736                            | 314,20           | 88                 |
| Somme       | CC Somme Sud-Ouest             | 119                | 38 230                            | 909,20           | 42                 |

Le territoire compte 67,3 % de la population du département et 466 communes, soit en superficie plus de la moitié du département de la Somme.

## Actions
Le Pôle Métropolitain du Grand Amiénois travaille sur le Schéma de Cohérence Territoriale, le Plan Climat Air Energie Territorial. Il constitue l'institution d'adossement du Conseil de Développement en commun. Ce sont là les trois compétences qui lui ont été transférées par ses huit intercommunalités membres.
Il travaille aussi sur des sujets correspondant à des actions dites d'intérêt métropolitain : promotion économique, développement touristique, planification de l'offre de mobilité, emploi et santé.
Son échelle d'intervention correspond à celle de l'aire d'attractivité d'Amiens, 27ème ville de France.
Il est techniquement accompagné par l'Agence de Développement et d'Urbanisme du Grand Amiénois (ADUGA), structure professionnelle au statut associatif, dont il est le premier partenaire financeur.